# Rosemarie Blattl

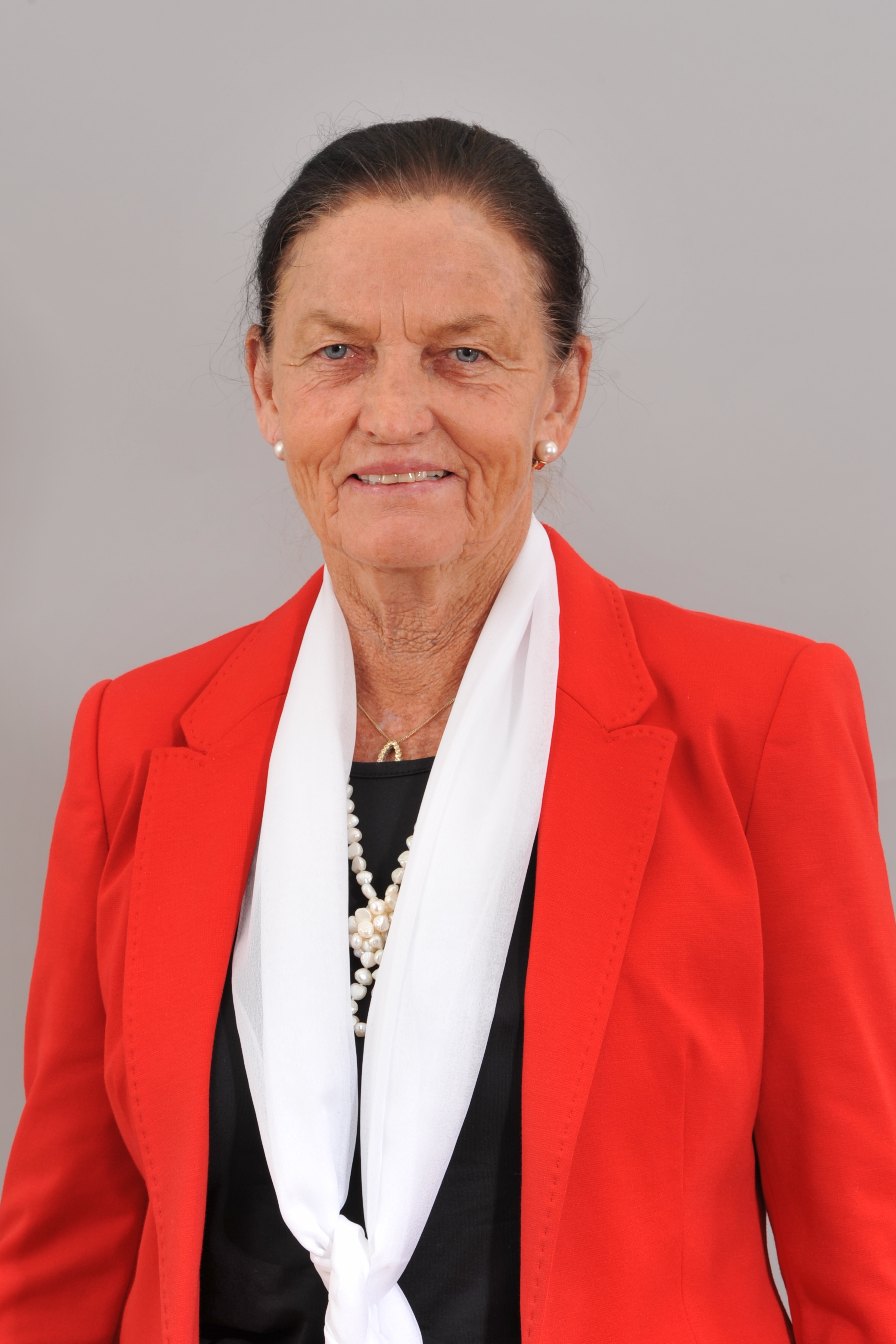
Rosemarie Blattl, 2012

Rosemarie Blattl (* 27. Jänner 1941 in Klagenfurt) ist eine ehemalige österreichische Hotelierin und ehemalige Politikerin (FPÖ). Blattl war von 1994 bis 2015 Abgeordnete zum Salzburger Landtag.

## Ausbildung und Beruf
Blattl besuchte von 1947 bis 1951 die Volksschule in Sankt Georgen am Längsee und von 1951 bis 1955 die Hauptschule in Treibach-Althofen. Sie wechselte im Anschluss an die Haushaltungsschule in Sankt Veit an der Glan und absolvierte danach bis 1959 eine Lehre als Hotel- und Gaststättenassistentin in Bad Gastein, wobei sie die Gastgewerbeschule in Salzburg besuchte.
Nach Praxisjahren im In- und Ausland war Blattl zwischen 1966 und 1971 Chefstewardess in Südafrika. Seit 1971 arbeitet sie als Hotelierin in Maria Alm und betreibt dort ein Hotel im Ortsteil Hintermoos. Im Jahr 2000 wurde ihr der Berufstitel Kommerzialrätin verliehen. 2005 machte Blattl Schlagzeilen, nachdem das Arbeitsinspektorat eine illegale Beschäftigte in ihrer Hotelküche vorgefunden hatte. Blattl hatte sich damit verteidigt, dass die Frau lediglich auf Verwandtenbesuch gewesen sei. Blattl legte gegen den Bußgeldbescheid jedoch keine Berufung ein.

## Politik
Blattl war seit 1989 Ortsparteiobfrau der FPÖ Maria Alm und wurde 1998 zur Bezirksobfrau der FPÖ im Pinzgau sowie zum Mitglied des Landesparteivorstandes und zur Landesfinanzreferentin der FPÖ Salzburg gewählt. Blattl hatte zwischen 1991 und 2000 zudem die Funktion der Landesobmann-Stellvertreterin des Ring Freiheitlicher Wirtschaftstreibender Salzburg inne und war zwischen 1989 und 1999 Mitglied der Gemeindevertretung von Maria Alm.
Blattl wirkte zwischen 1990 und 2000 als Kammerrätin der Wirtschaftskammer Salzburg in der Sektion Tourismus und Freizeitwirtschaft. Sie war ab 1994 Landtagsabgeordnete und wurde 2004 zur Klubobmann-Stellvertreterin gewählt. Ihre Arbeitsschwerpunkte lagen nach eigenen Angaben in den Bereichen Behinderte, Budget, Finanzen, Familie, Frauen und Gleichbehandlung, Jugendwohlfahrt, Senioren, Soziales, Tourismus und Wirtschaft.
Im Juni 2015 wurde sie zusammen mit acht weiteren Funktionären aus der FPÖ ausgeschlossen und legte ihr Landtagsmandat nieder. Im Landtag folgte ihr Markus Steiner nach.